# Järnforsens station

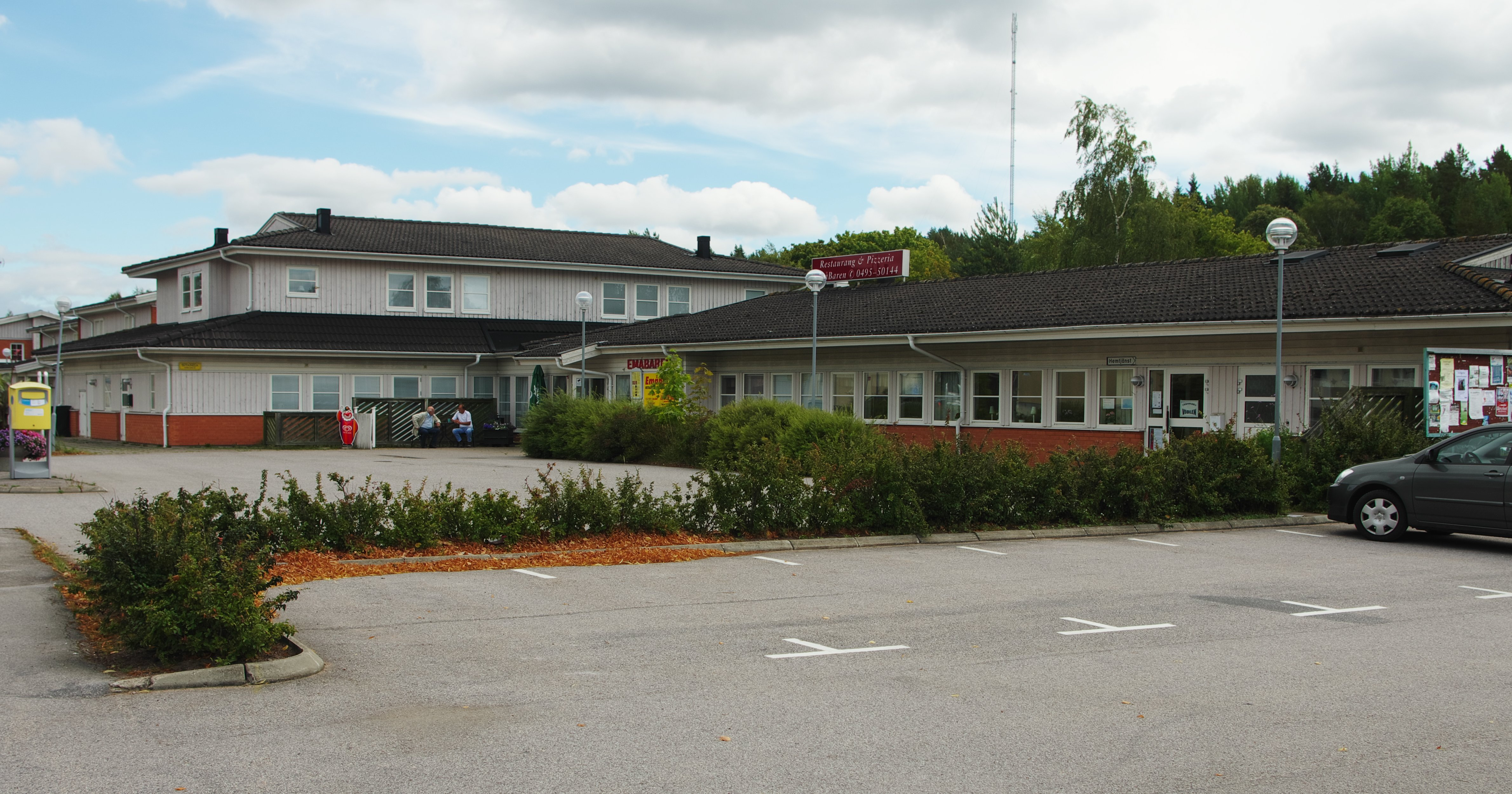
Pizzeria nära stationen; uteserveringen ligger vid spåret.

Järnforsens station var en järnvägsstation på järnvägen mellan Målilla och Vetlanda. Spåret användes även av godståg till Plannja och Järnforsen industriområde. Numera finns en busshållplats på samma ställe med samma namn.

## Järnvägsstation
År 1906 öppnades som en del av Vetlanda-Målilla Järnväg (i dag del av Emådalsbanan) vilket innebar en station i Järnforsen. Tåget trafikerade Järnforsen fram till 1984 och tillhör nu Smålands smalspårnät. Centrums torg ligger i närheten av den gamla stationen. Spåret går ända bort till Plannjas fabrik där den fortsätter mot Målilla och användes förut som godsspår.

## Busshållplats
Järnforsens station är en busshållplats i Järnforsen som trafikeras av Kalmar länstrafik/KLT linje 62 och Jönköpings Länstrafik\JLT linje 344. Varje vardag avgår 12 bussar från hållplatsen från klockan 07:20 till 19:25. Bussarna används ofta som skolskjuts för tonåringar i Järnforsen som åker till högstadieskolor i Virserum och Hultsfred samt Hultsfreds gymnasium. 